# 李韓汎
イ・ハンボム（李韓汎 Lee Han-beom ハングル: 이한범,  2002年6月17日 - ）は、大韓民国・大邱広域市出身のサッカー選手。デンマーク・スーペルリーガ・ミッティラン所属。韓国代表。ポジションはDF。

## クラブ経歴
輔仁高等学校から2021年にFCソウルと契約。4月21日の済州ユナイテッドFC戦でプロデビュー。
2023年8月28日、FCミッティランと4年契約を締結。2024年2月25日のオーフスGF戦で、後半3分にプロ初ゴールを決めた。

## 代表経歴
2019年にブラジルで開催された2019 FIFA U-17ワールドカップに、U-17韓国代表で出場。準々決勝に進出。2023年には2022年アジア競技大会に出場し、優勝を経験した。